# John Irwin Hutchinson
John Irwin Hutchinson (Bangor, Maine 12 de abril de 1867 – 1 de dezembro de 1935) foi um matemático estadunidense.
Obteve um doutorado na Universidade de Chicago em 1896, orientado por Oskar Bolza. Com Virgil Snyder foi coautor de Differential and Integral Calculus (1902) e Elementary Treatise on the Calculus (1912).

## Livros
- Differential and integral calculus (New York, American Book Company, 1902)
- Elementary textbook on the calculus. (New York, American Book Company, 1912)